# Larissa Kleinmann
Pour les articles homonymes, voir Kleinmann.
Larissa Kleinmann, née le 10 septembre 1978 à Stuttgart, est une coureuse cycliste allemande.

## Palmarès

### Palmarès par années
- 2005
  - 2e du championnat d'Allemagne de la poursuite
  - 3e de la poursuite à Manchester (coupe du monde)
  - 3e du Prix de la Ville du Mont Pujols'
- 2006
  -  Championne d'Allemagne de poursuite
  - 3e de la poursuite à Moscou (coupe du monde)
- 2007
  - 2e du Geelong Tour
- 2008
  - Boels Rental Hills Classic
  - Braunschweig
  - 2e de Rund um Schönaich
  - 2e de Buchloer Citykriterium
  - 2e de Allgäuer Straßenpreis
  - 3e du Contre-la-montre par équipes de l'Open de Suède Vårgårda